# فرودگاه لمپیدوسا
فرودگاه لمپیدوسا  (به انگلیسی: Lampedusa Airport) (به زبان بومی: Aeroporto di Lampedusa) یک فرودگاه همگانی با کد یاتا LMP است که یک باند فرود آسفالت دارد و طول باند آن ۱۸۵۰ متر است. این فرودگاه در کشور ایتالیا قرار دارد و در ارتفاع ۲۱ متری از سطح دریا واقع شده است.

## شرکت‌های هواپیمایی و مقصدهای پروازی
| شرکت‌های هواپیمایی                                     | مقصدهای پروازی                                           |
| ----------------------------------------------------- | -------------------------------------------------------- |
| آلیتالیا                                              | فصلی: لینیت، لئوناردو دا وینچی-فیومیچینو                 |
| بلو پاناروما ایرلاینز اجرا توسط بلو پاناروما ایرلاینز | فصلی: میلانو مالپنسا، لئوناردو دا وینچی-فیومیچینو، ورونا |
| مریدیانا                                              | فصلی: لینیت، میلانو مالپنسا                              |
| میسترال ایر                                           | کاتانیا-فونتاناروسا، پالرمو                              |
| ولوتی                                                 | فصلی: اوریو آل سریو، تورین کاسله، ونیز مارکو پولو، ورونا |
| ویولینگ                                               | فصلی: لئوناردو دا وینچی-فیومیچینو                        |